# Grabowo (Podlaquia)
Grabowo [pronunciación en polaco: /ɡraˈbɔvɔ/] es un pueblo en el distrito administrativo de Gmina Dąbrowa Białostocka, dentro del Distrito de Sokółka, Voivodato de Podlaquia, en el noreste de Polonia. Se encuentra aproximadamente 4 kilómetros al norte de Dąbrowa Białostocka, 33 kilómetros al norte de Sokółka, y 65 kilómetros al norte de la capital regional, Białystok.